# Стеклятино
Стеклятино  — деревня в Зубцовском районе Тверской области. Входит в состав Вазузского сельского поселения.

## География
Находится в южной части Тверской области на расстоянии приблизительно 7 км по прямой на юг от районного центра города Зубцов.

## История
Деревня была отмечена еще на карте 1825 года. В 1859 году здесь (деревня Зубцовского уезда Тверской губернии) было учтено 5 дворов, в 1941—10.

## Население
Численность населения: 39 человек (1859 год), 6 (русские 100 %) в 2002 году, 1 в 2010.